# 自治領統計局
自治領統計局（英語：Dominion Bureau of Statistics）曾是加拿大政府中負責人口普查的機構。它根據《統計法》成立於1918年成立。該局於1971年被加拿大統計局所取代。 